# Maira appendiculata
Maira appendiculata är en tvåvingeart som beskrevs av Mario Bezzi 1928. Maira appendiculata ingår i släktet Maira och familjen rovflugor.
Artens utbredningsområde är Fiji. Inga underarter finns listade i Catalogue of Life.